# Мала Воля (Україна)
Мала́ Во́ля —  село в Україні, у Стрийському районі Львівської області. Населення становить 86 осіб. Орган місцевого самоврядування - Тростянецька сільська громада.